# Circuit intégré 7451

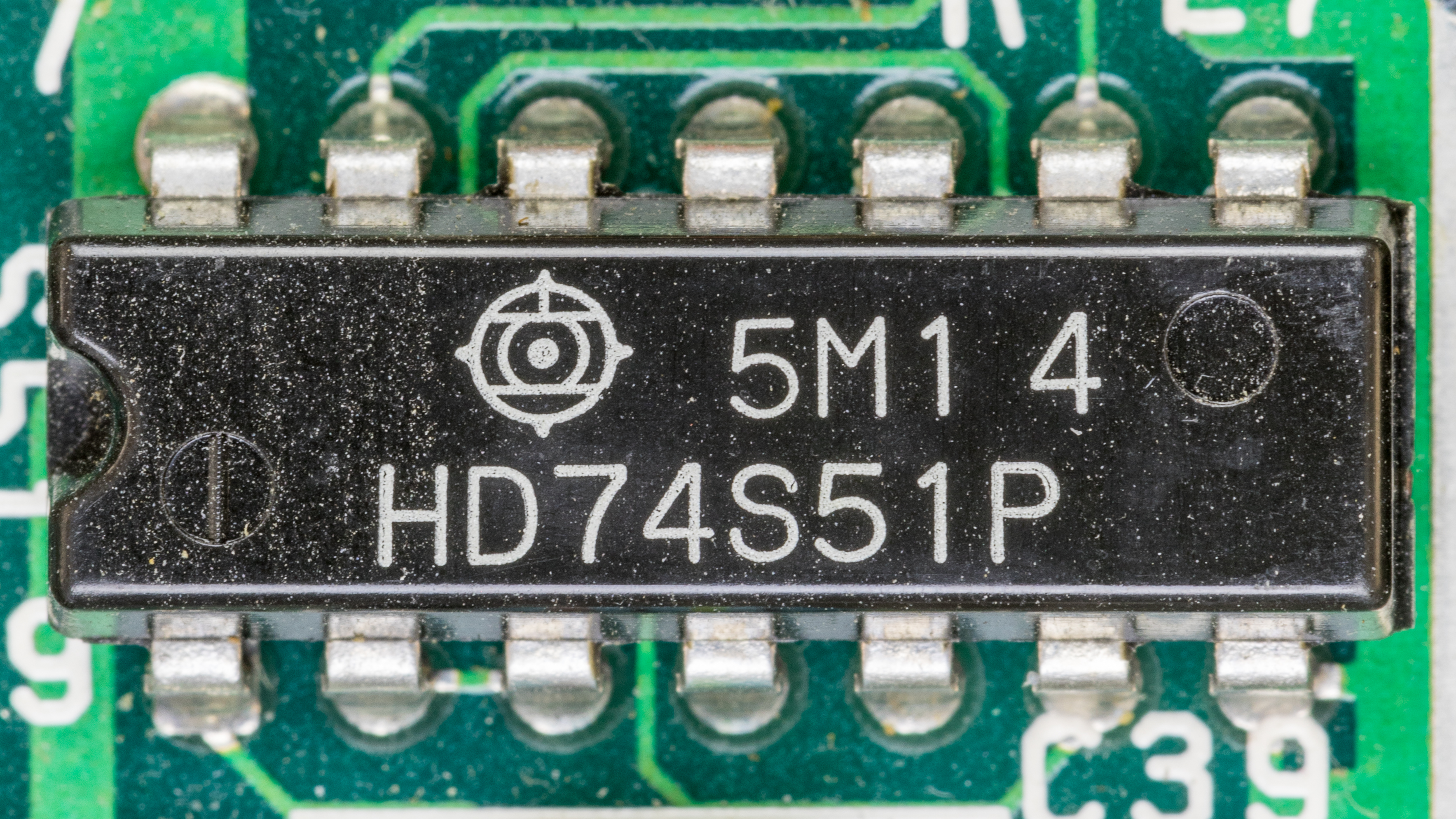
Circuit intégré 7451 (Hitachi HD74S51P)

Le circuit intégré 7451,, fait partie de la série des circuits intégrés 7400 utilisant la technologie TTL.
Ce circuit est composé de deux combinaisons de portes logiques ET-OU-NON à deux ou trois entrées.
Il effectue l'opération logique Y = A·B + C·D dans le cas des circuits 7451 (TTL standard), 74H51 (TTL High-speed) et 74S51 (TTL Schottky) et les opérations logiques 1Y = 1A·1B·1C + 1D·1E·1F et 2Y = 2A·2B + 2C·2D dans le cas des circuits 74L51 (TTL Low-power) et 74LS51 (TTL Low-power Schottky).

## Brochage

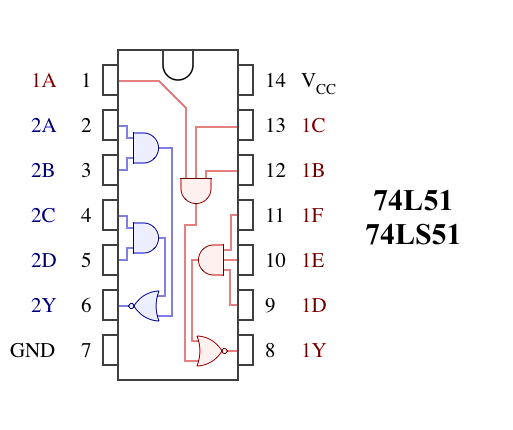
Brochage des circuits 74L51 et 74LS51 en boîtier DIP
(vue du dessus)

Les broches 11 et 12 sont inutilisées (non connectées en interne) dans le cas des circuits 7451, 74H51 et 74S51.

## Tables de vérité
- Table de vérité des 7451, 74H51 et 74S51 et de la seconde porte des 74L51 et 74LS51 :

| Entrées | Entrées | Entrées | Entrées | Sortie |
| A       | B       | C       | D       | Y      |
| ------- | ------- | ------- | ------- | ------ |
| 0       | x       | 0       | x       | 1      |
| 0       | x       | x       | 0       | 1      |
| x       | x       | 1       | 1       | 0      |
| x       | 0       | 0       | x       | 1      |
| x       | 0       | x       | 0       | 1      |
| 1       | 1       | x       | x       | 0      |

- Table de vérité de la première porte des 74L51 et 74LS51 :

| Entrées | Entrées | Entrées | Entrées | Entrées | Entrées | Sortie |
| 1A      | 1B      | 1C      | 1D      | 1E      | 1F      | 1Y     |
| ------- | ------- | ------- | ------- | ------- | ------- | ------ |
| 0       | x       | x       | 0       | x       | x       | 1      |
| 0       | x       | x       | x       | 0       | x       | 1      |
| 0       | x       | x       | x       | x       | 0       | 1      |
| x       | x       | x       | 1       | 1       | 1       | 0      |
| x       | 0       | x       | 0       | x       | x       | 1      |
| x       | 0       | x       | x       | 0       | x       | 1      |
| x       | 0       | x       | x       | x       | 0       | 1      |
| x       | x       | 0       | 0       | x       | x       | 1      |
| x       | x       | 0       | x       | 0       | x       | 1      |
| x       | x       | 0       | x       | x       | 0       | 1      |
| 1       | 1       | 1       | x       | x       | x       | 0      |

| Notes :                                                            |
| ------------------------------------------------------------------ |
| 0 = niveau logique bas 1 = niveau logique haut x = sans importance |

## Tables de Karnaugh
- Table de Karnaugh des 7451, 74H51 et 74S51 et de la seconde porte des 74L51 et 74LS51 :

| Y   | Y  | A B | A B | A B | A B |
| Y   | Y  | 00  | 01  | 11  | 10  |
| --- | -- | --- | --- | --- | --- |
| C D | 00 | 1   | 1   | 0   | 1   |
| C D | 01 | 1   | 1   | 0   | 1   |
| C D | 11 | 0   | 0   | 0   | 0   |
| C D | 10 | 1   | 1   | 0   | 1   |

- Table de Karnaugh de la première porte des 74L51 et 74LS51 :

| 1Y       | 1Y  | 1A 1B 1C | 1A 1B 1C | 1A 1B 1C | 1A 1B 1C | 1A 1B 1C | 1A 1B 1C | 1A 1B 1C | 1A 1B 1C |
| 1Y       | 1Y  | 000      | 001      | 011      | 010      | 110      | 111      | 101      | 100      |
| -------- | --- | -------- | -------- | -------- | -------- | -------- | -------- | -------- | -------- |
| 1D 1E 1F | 000 | 1        | 1        | 1        | 1        | 1        | 0        | 1        | 1        |
| 1D 1E 1F | 001 | 1        | 1        | 1        | 1        | 1        | 0        | 1        | 1        |
| 1D 1E 1F | 011 | 1        | 1        | 1        | 1        | 1        | 0        | 1        | 1        |
| 1D 1E 1F | 010 | 1        | 1        | 1        | 1        | 1        | 0        | 1        | 1        |
| 1D 1E 1F | 110 | 1        | 1        | 1        | 1        | 1        | 0        | 1        | 1        |
| 1D 1E 1F | 111 | 0        | 0        | 0        | 0        | 0        | 0        | 0        | 0        |
| 1D 1E 1F | 101 | 1        | 1        | 1        | 1        | 1        | 0        | 1        | 1        |
| 1D 1E 1F | 100 | 1        | 1        | 1        | 1        | 1        | 0        | 1        | 1        |

## Performances

### Vitesse
En dépit de la fonction logique complexe qu'il réalise, chaque circuit ET-OU-NON présente la structure interne d'une porte TTL élémentaire unique. Il en résulte que les temps de propagation des signaux logiques entre les entrées et la sortie sont proches des minima réalisables dans chacune des séries TTL considérées.
| Circuit                  | tPLH (ns) | tPLH (ns) | tPHL (ns) | tPHL (ns) | Conditions RL / CL |
| Circuit                  | typ.      | max.      | typ.      | max.      | Conditions RL / CL |
| ------------------------ | --------- | --------- | --------- | --------- | ------------------ |
| SN54/7451                | 13        | 22        | 8         | 15        | 400 Ω / 15 pF      |
| SN54/74H51               | 6,8       | 11        | 6,2       | 11        | 280 Ω / 25 pF      |
| SN54L51                  | 50        | 90        | 35        | 60        | 4 kΩ / 50 pF       |
| SN54/74LS51              | 12        | 20        | 12,5      | 20        | 2 kΩ / 15 pF       |
| SN54/74S51               | 3,5       | 5,5       | 3,5       | 5,5       | 280 Ω / 15 pF      |
| SN54/74S51               | 5         | –         | 5,5       | –         | 280 Ω / 50 pF      |
| À titre de comparaison : |           |           |           |           |                    |
| SN54/7400                | 11        | 22        | 7         | 15        | 400 Ω / 15 pF      |
| SN54/74H00               | 5,9       | 10        | 6,2       | 10        | 280 Ω / 25 pF      |
| SN54L00                  | 35        | 60        | 31        | 60        | 4 kΩ / 50 pF       |
| SN54/74LS00              | 9         | 15        | 10        | 15        | 2 kΩ / 15 pF       |
| 54/74S00                 | 3         | 4,5       | 3         | 5         | 280 Ω / 15 pF      |
| 54/74S00                 | 4,5       | –         | 5         | –         | 280 Ω / 50 pF      |

(D'après Texas Instruments.)
| Notes : |
| --- |

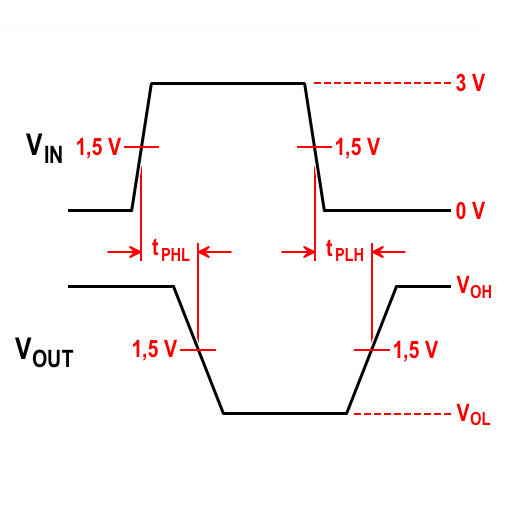
Définition des temps de propagation d'après Texas Instruments

| Valeurs mesurées à TA = 25 °C (température ambiante) et VCC = 5 V tPLH : temps de propagation au travers de la porte d'un signal logique produisant une transition bas→haut sur la sortie tPHL : temps de propagation au travers de la porte d'un signal logique produisant une transition haut→bas sur la sortie typ. : valeur typique max. : valeur maximale RL, CL : charge de test connectée à la sortie de la porte |

### Consommation de courant
| Circuit     | ICCH | ICCH | ICCL | ICCL | Unité |
| Circuit     | typ. | max. | typ. | max. | Unité |
| ----------- | ---- | ---- | ---- | ---- | ----- |
| SN54/7451   | 4    | 8    | 7,4  | 14   | mA    |
| SN54/74H51  | 8,2  | 12,8 | 15,2 | 24   | mA    |
| SN54L51     | 0,44 | 0,8  | 0,76 | 1,3  | mA    |
| SN54/74LS51 | 0,8  | 1,6  | 1,4  | 2,8  | mA    |
| SN54/74S51  | 8,2  | 17,8 | 13,6 | 22   | mA    |

(D'après Texas Instruments.)
| Notes : |
| --- |
| ICCH : courant d'alimentation, sorties à l'état haut ICCL : courant d'alimentation, sorties à l'état bas typ. : valeur typique max. : valeur maximale |